# 巴比倫陷落

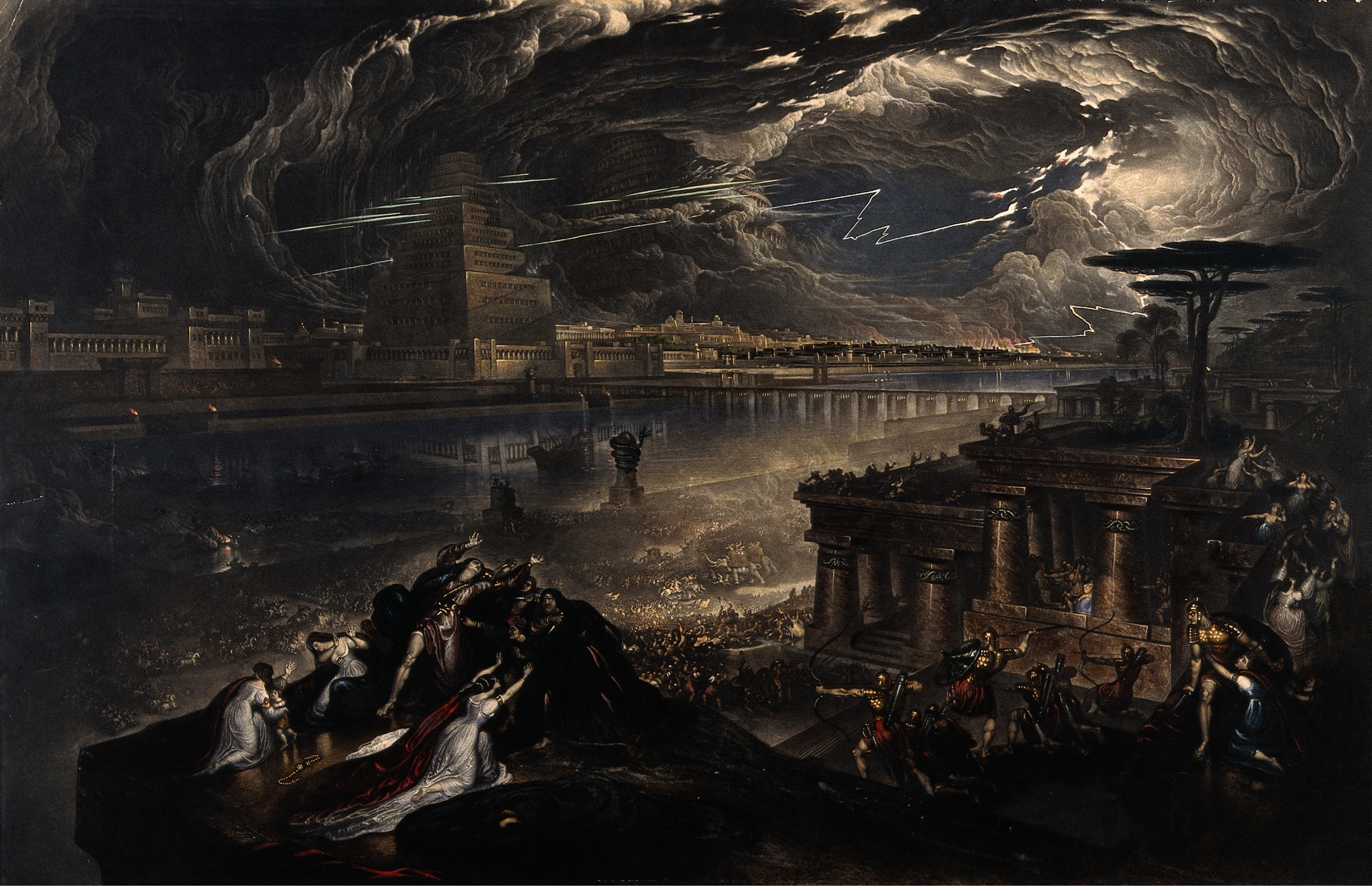
居魯士大帝擊敗巴比倫的軍隊

巴比伦陷落是公元前539年阿契美尼德帝国攻入巴比伦徹底擊敗新巴比倫帝國的歷史事件。
那波尼德是新巴比倫帝國最后一位国王 ，他在推翻其前任拉巴施馬爾杜克后，于公元前556年登上王位。此後雖然那波尼德是國王，但他的儿子伯沙撒掌握國家大權，不過伯沙撒的統治並不受欢迎。  此外波斯人在居鲁士二世的领导下不断壮大，不久居鲁士二世率军远征新巴比倫帝國。公元前539年10月，波斯军队攻入首都巴比伦，巴比倫尼亞被并入阿契美尼德帝国。 